# Eupelmus pini
Eupelmus pini är en stekelart som beskrevs av Taylor 1927. Eupelmus pini ingår i släktet Eupelmus och familjen hoppglanssteklar. Inga underarter finns listade i Catalogue of Life.